# بحيرة شاوينجان
بحيرة شاوينجان (بالإنجليزية: Shawnigan Lake)‏ هي بحيرة في جنوب جزيرة فانكوفر، تقع إلى الغرب من مدخل سانيتش وإلى الجنوب منطقة وادي كوشان. اسمها الأصلي بلغة هالكوميليم هوَ شانيس (Shaanii'us).

## المناخ
يظهر الجدول التالي التغييرات المناخية على مدار السنة لبحيرة شاوينجان:
| البيانات المناخية لـبحيرة شاوينجان | البيانات المناخية لـبحيرة شاوينجان | البيانات المناخية لـبحيرة شاوينجان | البيانات المناخية لـبحيرة شاوينجان | البيانات المناخية لـبحيرة شاوينجان | البيانات المناخية لـبحيرة شاوينجان | البيانات المناخية لـبحيرة شاوينجان | البيانات المناخية لـبحيرة شاوينجان | البيانات المناخية لـبحيرة شاوينجان | البيانات المناخية لـبحيرة شاوينجان | البيانات المناخية لـبحيرة شاوينجان | البيانات المناخية لـبحيرة شاوينجان | البيانات المناخية لـبحيرة شاوينجان | البيانات المناخية لـبحيرة شاوينجان |
| الشهر                              | يناير                              | فبراير                             | مارس                               | أبريل                              | مايو                               | يونيو                              | يوليو                              | أغسطس                              | سبتمبر                             | أكتوبر                             | نوفمبر                             | ديسمبر                             | المعدل السنوي                      |
| ---------------------------------- | ---------------------------------- | ---------------------------------- | ---------------------------------- | ---------------------------------- | ---------------------------------- | ---------------------------------- | ---------------------------------- | ---------------------------------- | ---------------------------------- | ---------------------------------- | ---------------------------------- | ---------------------------------- | ---------------------------------- |
| الدرجة القصوى °م (°ف)              | 15.0 (59.0)                        | 18.3 (64.9)                        | 22.2 (72.0)                        | 30.0 (86.0)                        | 33.9 (93.0)                        | 35.6 (96.1)                        | 37.2 (99.0)                        | 36.1 (97.0)                        | 33.5 (92.3)                        | 28.3 (82.9)                        | 20.0 (68.0)                        | 16.0 (60.8)                        | 37.2 (99.0)                        |
| متوسط درجة الحرارة الكبرى °م (°ف)  | 6.3 (43.3)                         | 7.8 (46.0)                         | 10.4 (50.7)                        | 13.6 (56.5)                        | 17.2 (63.0)                        | 20.2 (68.4)                        | 23.3 (73.9)                        | 23.6 (74.5)                        | 20.5 (68.9)                        | 14.1 (57.4)                        | 8.5 (47.3)                         | 5.6 (42.1)                         | 14.3 (57.7)                        |
| المتوسط اليومي °م (°ف)             | 3.4 (38.1)                         | 4.1 (39.4)                         | 6.1 (43.0)                         | 8.7 (47.7)                         | 12.1 (53.8)                        | 15.1 (59.2)                        | 17.7 (63.9)                        | 17.9 (64.2)                        | 14.9 (58.8)                        | 10.0 (50.0)                        | 5.6 (42.1)                         | 3.1 (37.6)                         | 9.9 (49.8)                         |
| متوسط درجة الحرارة الصغرى °م (°ف)  | 0.5 (32.9)                         | 0.4 (32.7)                         | 1.7 (35.1)                         | 3.8 (38.8)                         | 7.0 (44.6)                         | 10.0 (50.0)                        | 12.0 (53.6)                        | 12.0 (53.6)                        | 9.3 (48.7)                         | 5.8 (42.4)                         | 2.6 (36.7)                         | 0.5 (32.9)                         | 5.5 (41.9)                         |
| أدنى درجة حرارة °م (°ف)            | −21.1 (−6.0)                       | −16.7 (1.9)                        | −11.7 (10.9)                       | −5.6 (21.9)                        | −3.9 (25.0)                        | 0.0 (32.0)                         | 3.9 (39.0)                         | 3.3 (37.9)                         | −3.9 (25.0)                        | −7.2 (19.0)                        | −15.6 (3.9)                        | −15 (5)                            | −21.1 (−6.0)                       |
| الهطول مم (إنش)                    | 215.3 (8.48)                       | 134.7 (5.30)                       | 119.2 (4.69)                       | 71.0 (2.80)                        | 50.6 (1.99)                        | 40.0 (1.57)                        | 23.2 (0.91)                        | 27.9 (1.10)                        | 33.3 (1.31)                        | 114.7 (4.52)                       | 225.4 (8.87)                       | 194.6 (7.66)                       | 1٬250 (49.21)                      |
| معدل هطول الأمطار مم (إنش)         | 195.1 (7.68)                       | 120.7 (4.75)                       | 112.5 (4.43)                       | 70.9 (2.79)                        | 50.6 (1.99)                        | 40.0 (1.57)                        | 23.2 (0.91)                        | 27.9 (1.10)                        | 33.3 (1.31)                        | 114.1 (4.49)                       | 214.2 (8.43)                       | 179.7 (7.07)                       | 1٬182٫2 (46.52)                    |
| متوسط تساقط الثلوج سم (إنش)        | 20.3 (8.0)                         | 14.1 (5.6)                         | 6.8 (2.7)                          | 0.1 (0.0)                          | 0.0 (0.0)                          | 0.0 (0.0)                          | 0.0 (0.0)                          | 0.0 (0.0)                          | 0.0 (0.0)                          | 0.7 (0.3)                          | 11.2 (4.4)                         | 14.9 (5.9)                         | 67.9 (26.7)                        |
| متوسط أيام هطول الأمطار (≥ 0.2 mm) | 20.4                               | 16.3                               | 18.7                               | 16.4                               | 13.7                               | 10.5                               | 6.1                                | 5.9                                | 8.2                                | 15.6                               | 21.6                               | 20.0                               | 173.3                              |
| متوسط الأيام الممطرة (≥ 0.2 mm)    | 18.9                               | 15.2                               | 18.3                               | 16.4                               | 13.7                               | 10.5                               | 6.1                                | 5.9                                | 8.2                                | 15.5                               | 20.9                               | 18.8                               | 168.4                              |
| متوسط الأيام المثلجة (≥ 0.2 cm)    | 3.0                                | 2.2                                | 1.2                                | 0.04                               | 0.0                                | 0.0                                | 0.0                                | 0.0                                | 0.0                                | 0.08                               | 1.4                                | 3.1                                | 11.02                              |
| المصدر: Environment Canada         |                                    |                                    |                                    |                                    |                                    |                                    |                                    |                                    |                                    |                                    |                                    |                                    |                                    |